# The Uncanny
The Uncanny és una pel·lícula d'antologia de terror britànica-canadenca del 1977 dirigida per Denis Héroux, escrita per Michel Parry i protagonitzada per Peter Cushing, Donald Pleasence, Ray Milland, Joan Greenwood, Donald Pilon, Samantha Eggar i John Vernon.
Tot i que és similar a les antologies de terror publicades per Amicus Productions i es pot confondre com una, en realitat va ser distribuïda per The Rank Organisation. No obstant això, el coproductor era Milton Subotsky d'Amicus.

## Argument

### Montreal 1977
El 1977, a Montreal, l'escriptor Wilbur Gray visita el seu editor Frank Richards per parlar del seu nou llibre sobre els gats. Wilbur creu que els felins són criatures sobrenaturals, i que són el diable disfressats. Wilbur explica tres contes per il·lustrar els seus pensaments:

### Londres 1912
El 1912, a Londres, la senyoreta Malkin és una dona rica que reescriu el seu testament deixant la seva fortuna als seus gats més que al seu nebot Michael. La seva criada Janet, també amant de Michael, roba una còpia del testament del maletí de l'advocat i intenta destruir la còpia original que es guarda a la caixa forta. Quan la senyoreta Malkin veu el seu intent, la Janet la mata. Els gats vengen la mort de la senyoreta Malkin.

### Quebec 1975
L'any 1975, a la província de Quebec, l'òrfena Lucy arriba a viure amb la seva tia la Sra. Blake, el seu marit i la seva cosina Angela després de la mort dels seus pares en un accident d'avió. La Lucy porta el seu únic amic, el gat Wellington, però el seu cosí dolent obliga els seus pares a desfer-se de Wellington. Lucy utilitza el llibre de bruixeria de la seva mare per venjar Wellington.

### Hollywood 1936
El 1936, a Hollywood, l'actor Valentine Death substitueix la fulla d'un pèndol fals per matar la seva dona, l'actriu, i donar una oportunitat a la seva jove amant i aspirant a actriu Edina. El gat de la seva dona venja la seva mort.

## Repartiment

### Montreal 1977
- Peter Cushing com a Wilbur Gray
- Ray Milland com a Frank Richards

### Londres 1912
- Susan Penhaligon com a Janet
- Joan Greenwood com a Miss Malkin
- Roland Culver com a Wallace
- Simon Williams com a Michael

### Quebec 1975
- Donald Pilon com el Sr. Blake
- Alexandra Stewart com a Sra. Joan Blake
- Chloe Franks com Angela Blake
- Katrina Holden Bronson com a Lucy
- Renee Girard com a Sra. Maitland

### Hollywood 1936
- Samantha Eggar com a Edina Hamilton
- Donald Pleasence com a Valentine Death
- John Vernon com a Pomeroy
- Catherine Bégin com a Madeleine
- Jean LeClerc com a Barrington
- Sean McCann com a The Inspector

## Producció
"The Uncanny" és la cinquena pel·lícula de Milton Subotsky en què un personatge té el nom de "Maitland" ("Mrs. Maitland" interpretada per Renee Girard). Els altres són And Now the Screaming Starts! (1973) en què Guy Rolfe interpreta "Maitland"; Tales from the Crypt (1972) en què Ian Hendry interpreta "Carl Maitland"; The Skull (1965) que destaca Peter Cushing com el "Dr. Christopher Maitland"; i el més antic, The City of the Dead (també conegut com Horror Hotel, 1960) en què Tom Naylor interpreta "Bill Maitland".

### Filmació
La pel·lícula va ser una coproducció britànica-canadenc rodada in situ a Montreal i Senneville (Quebec), i Pinewood Studios a Anglaterra.
El rodatge va començar a Mont-real el 16 de novembre de 1976.

## Estrena

### Certificació
Al Regne Unit, la pel·lícula va rebre originalment una classificació X.

## Recepció
La pel·lícula va tenir un mal rendiment a la taquilla.